# وقتی بزرگ‌تر بودم
«وقتی بزرگ‌تر بودم» (به انگلیسی: When I Was Older) ترانه‌ای از خواننده آمریکایی بیلی آیلیش از آلبوم موسیقی متن فیلم رما (۲۰۱۸) است. این ترانه در ۹ ژانویه ۲۰۱۹ توسط سونی مسترورکز منتشر شد. آیلیش و برادرش فینیاس اوکانل این ترانه را سروده‌اند و توسط اوکانل تهیه شد. از نظر موسیقی «وقتی بزرگ‌تر بودم» یک ترانه الکترونیک با تأثیرات از تنظیم لالایی است. متن ترانه به شدت از فیلم رما الهام گرفته شده‌است.